# Suzannegletsjer
De Suzannegletsjer is een gletsjer in Nationaal park Noordoost-Groenland in het oosten van Groenland. 

## Geografie
De gletsjer is west-oost georiënteerd en heeft een lengte van meer dan 30 kilometer. Ze heeft naar het zuiden toe twee takken. De westelijke van deze twee vormt de Hastingsgletsjer, de oostelijke van de twee de Britanniagletsjer. De hoofdtak van de gletsjer vervolgt richting het oosten en mondt daar uit op de zuidwaarts gaande Storstrømmengletsjer.
Respectievelijk ten noordoosten en ten zuidoosten van de gletsjer ligt aan de oostkant van de Storstrømmengletsjer de tak van respectievelijk de Kofoed-Hansengletsjer en de Sælsøgletsjer. Op ruim tien kilometer naar het zuidwesten ligt de Sunderlandgletsjer.